# Evert Julius Bonsdorff
Evert Julius Bonsdorff, född den 24 september 1810 i Åbo, död den 30 juli 1898, var en finländsk läkare. Han var son till Johan Bonsdorff och brorson till Gabriel von Bonsdorff och Jacob Bonsdorff.
Bonsdorff blev student 1826, filosofie magister 1832 samt medicine och kirurgie doktor 1840. År 1846-71 var han professor i anatomi och fysiologi i Helsingfors och blev arkiater 1859. Han verkade starkt för anatomins utveckling i Finland. Han införde dissektionsövningar, grundlade ett anatomiskt och osteologiskt museum och gav därigenom ett ökat intresse åt de medicinska studierna. 
Bland hans många skrifter kan nämnas Om det sympatiska nervsystemets förhållande till det cerebro-spinala och det så kallade hämmande nervsystemet (1865) och Anatomisk beskrifning af det gangliösa nervsystemet hos menniskan jämte anmärkningar öfver detta nervsystems fysiologiska verksamhet (1868). Han var ledamot av flera svenska lärda samfund, bland annat av Vetenskapsakademien från 1863.

## Utmärkelser
- Sankt Annas orden, tredje klass,  1851[2]
- Sankt Stanislausorden, andra klassen,  1856[2]
- Sankt Stanislausorden, andra klassen med kejsarkrona,  1863[2]

[Redigera Wikidata]